# Honda Rincon
El Honda Rincon es un quad fabricado por la empresa japonesa Honda, que cuenta con dos modelos en su haber lanzados respectivamente en 2003 y 2006. Se diseñó como un vehículo recreativo, en lugar de una versión utilitaria o deportiva. El modelo Rincon se diferencia mucho de los otros quads de Honda en que siempre ha tenido suspensión trasera independiente y un motor mucho más grande, pero lo más notable es el diseño de su transmisión, ya que el Rincon usa una caja automática de 3 velocidades con convertidor de par, mientras que otros modelos están equipados con transmisiones manuales de espaciado constante.

## Rincon Generación 1 (2003-2005)
Honda presentó el Rincon como su nuevo quad de primera línea utilizando el motor de cuatro tiempos refrigerado por agua más grande de la gama. Fue el primer quad en contar con una transmisión automática de 3 velocidades similar a la de un automóvil, y capaz de cambiar de forma totalmente automática o manual (mediante un Programa de Cambio Electrónico).
Los vehículos también presentaban una serie de otras características de gama alta, algunas por primera vez en quad de Honda, incluidos los neumáticos radiales, un sistema de frenos de disco hidráulicos central montado en el eje de salida trasero y un sistema de suspensión trasera totalmente independiente. También se incluyó el sistema "Traxlok", que permite a los pasajeros cambiar entre los modos de dos o cuatro ruedas motrices con un simple interruptor operado con el pulgar y un diferencial delantero con detección de par que ajusta su reparto óptimo en modo 4x4.
Disponible a partir de 2004, Honda agregó el modelo GPScape conocido oficialmente como TRX650GPS como una opción que incorporaba una unidad GPS dentro del conjunto del grupo de instrumentos. El GPS presentaba almacenamiento para hasta 100 puntos de referencia, función de brújula digital que indicaba la dirección de viaje y un reloj de compensación automático.

## Rincon Generación 2 (2006-presente)
El Rincon continúa como el quad de primera línea de Honda, pero a partir de 2006 se le dio al "FourTrax" Rincon una actualización en respuesta a las solicitudes de los clientes. Pasó a denominarse Rincon 680 cuando el tamaño del motor aumentó de 649 cc a 675 cc. Conocido oficialmente como TRX680FA y TRX680FGA, junto con el motor más grande, se introdujo la inyección electrónica de combustible programada (PGM-FI). Se agregaron nuevos colores, incluido el camuflaje "NaturalGear".
Las nuevas características incluyeron un sensor de vuelco para apagar el motor en caso de que el vehículo volcara parcial o totalmente, frenos de disco delanteros, inyección de combustible, mayor potencia de salida, menor consumo de combustible, eliminación del estrangulador manual y arranque en frío mucho más fácil, compensación automática en diferentes altitudes, compensación automática de temperatura, un período de calentamiento del motor más corto y un ralentí más suave. Más tarde se agregó una segunda bujía para mejorar las emisiones.
Junto con la eliminación del mando del estárter y la adición de la inyección de combustible, el indicador de combustible se movió a la pantalla digital. Cuando el nivel de combustible alcanza el símbolo E, una luz de advertencia de nivel bajo de combustible comenzaba a parpadear y le informaba al conductor de que le quedaban aproximadamente 1,1 galones americanos (4,2 L) de combustible, o lo suficiente para aproximadamente 28 millas (45,1 km) con la reserva. La capacidad de la batería se incrementó de 14AH a 18AH.